# Реґґеді Енн
Реггеді Енн (англ. Raggedy Ann, дослівно Обшарпана Енн) — вигаданий персонаж, створений американським письменником Джоном Груелом (1880—1938) в серії книг, які він написав та ілюстрував для маленьких дітей.

## Історія

### Походження
Груел створив Реггеді Енн для своєї дочки Марсели, коли та принесла йому знайдену на горищі стару шматяну ляльку ручної роботи, він звернув увагу на її обличчя. Зі своєї книжкової полиці він дістав книгу з поемами James Whitcomb Riley, та склав ім'я з назви двох поем «The Raggedy Man» і «Little Orphant Annie». Він сказав: «Чому б нам не називати її Реггеді Енн?».
Марсела померла у віці 13 років після вакцинації від віспи, яка проводилась у школі. Офіційний висновок причини смерті — порок серця, але її батьки звинуватили у цьому вакцинацію. Груел став противником вакцинації, і лялька Реггеді Енн була використана символом руху проти вакцинації.
Ляльки Реггеді Енн були спочатку ручної роботи. Пізніше виробництвом займалось P.F. Volland Co, видавництво, яке друкувало книги Груела.

## Книги
- Raggedy Ann Stories (1918) написана і проілюстрована Джоні Груель
- Raggedy Andy Stories (1920) написана і проілюстрована Джоні Груель
- Raggedy Ann and Andy and the Camel with the Wrinkled Knees (1924) Джоні Груель
- Raggedy Andy's Number Book (1924) написана і проілюстрована Джоні Груель
- Raggedy Ann's Wishing Pebble (1925) Джоні Груель
- Raggedy Ann's Alphabet Book (1925) Джоні Груель
- Beloved Belindy (1926) написана і проілюстрована Джоні Груель
- The Paper Dragon: A Raggedy Ann Adventure (1926) Джоні Груель
- Wooden Willie (1927) написана і проілюстрована Джоні Груель
- Raggedy Ann's Fairy Stories (1928) написана і проілюстрована Джоні Груель
- Raggedy Ann's Magical Wishes (1928) написана і проілюстрована Джоні Груель
- Marcella: A Raggedy Ann Story (1929) Джоні Груель
- Raggedy Ann in the Deep Deep Woods (1930) написана і проілюстрована Джоні Груель
- Raggedy Ann's Sunny Songs (1930) написана і проілюстрована Джоні Груель, музика Will Woodin
- Raggedy Ann in Cookie Land (1931) Джоні Груель
- Raggedy Ann's Lucky Pennies (1932) Джоні Груель
- Raggedy Ann in the Golden Meadow (1935) Джоні Груель
- Raggedy Ann and the Left-Handed Safety Pin (1935)
- Raggedy Ann's Joyful Songs (1937) написана і проілюстрована Джоні Груель, музика Chas. Miller
- Raggedy Ann in the Magic Book (1939) написана Джоні Груель, ілюстрована Worth Gruelle
- Raggedy Ann and the Laughing Brook (1940) Джоні Груел
- Raggedy Ann and the Golden Butterfly (1940) Джоні Груел
- Raggedy Ann and the Hoppy Toad (1940)
- Raggedy Ann Helps Grandpa Hoppergrass (1940) Джоні Груел
- Raggedy Ann Goes Sailing (1941)
- Raggedy Ann and Andy and the Nice Fat Policeman (1942) by Johnny Gruelle
- Raggedy Ann and Betsy Bonnet String (1943) жоні Груел
- Raggedy Ann and Andy (1944)
- Raggedy Ann in the Snow White Castle (1946)
- Raggedy Ann's Adventures (1947)
- Raggedy Ann and the Slippery Slide (1947)
- Raggedy Ann's Mystery (1947)
- Raggedy Ann and Marcella's First Day At School (1952)
- Raggedy Ann's Merriest Christmas (1952) жоні Груел
- Raggedy Andy's Surprise (1953)
- Raggedy Ann's Tea Party (1954)
- Raggedy Ann's Secret (1959)
- Raggedy Ann and the Golden Ring (1961)
- Raggedy Ann and the Hobby Horse (1961) жоні Груел
- Raggedy Ann and the Happy Meadow (1961)
- Raggedy Ann and the Wonderful Witch (1961)
- Raggedy Ann and the Tagalong Present (1971)
- Raggedy Andy's Treasure Hunt (1973)
- Raggedy Ann's Cooking School (1974)
- Raggedy Granny Stories (1977) by Doris Thorner Salzberg